# Hasan Minhaj
Hasan Minhaj ( /hʌsən Ms[Quoi ?]nhɑːdʒ/, né le 23 septembre 1985) est un comédien, écrivain, producteur, commentateur politique, acteur et animateur de télévision américain.
Rendu célèbre par son émission Netflix Un Patriote américain, il a remporté deux Peabody Awards et deux Webby Awards.
Après avoir travaillé comme humoriste et avoir fait des apparitions dans des rôles mineurs à la télévision, il se fait connaître pour son travail sur The Daily Show en tant qu'envoyé spécial principal de 2014 à 2018. Minhaj était le conférencier invité lors du dîner des correspondants de la Maison Blanche de 2017. Son premier spectacle, Homecoming King (en), est sorti sur Netflix le 23 mai 2017, et a remporté l'adhésion des critiques  ce qui lui a valu son premier prix Peabody en 2018 . Minhaj a démissionné de The Daily Show en août 2018 pour animer une émission humoristique hebdomadaire, Un Patriote américain, qui est sorti sur Netflix le 28 octobre 2018. En avril 2019, il a remporté son deuxième prix Peabody pour Un Patriote américain, et il a été classé parmi les 100 personnes les plus influentes du Time dans le monde.

## Biographie

### Jeunesse et famille
Minhaj vient d'une famille musulmane originaire d'Aligarh dans l'Uttar Pradesh, en Inde. Ses parents, Najme et Seema (née Usmani), émigrent à Davis, en Californie, où Minhaj est né et a grandi,,. Après sa naissance, il reste avec son père, qui travaille en tant que chimiste, aux États-Unis. Sa mère retourne en Inde pendant huit ans pour terminer ses études de médecine. En 1989, elle revient aux États-Unis pour donner naissance à sa fille. À ses huit ans, Minhaj apprend l'existence de sa sœur lorsque sa mère et sa sœur reviennent définitivement d'Inde. En plus de l'anglais, il parle couramment l'hindi et l'ourdou,. Sa sœur, Ayesha Minhaj, est avocate dans la région de San Francisco. 
Il étudie à Davis Senior High School (en), et obtient son diplôme en 2003 . Minhaj fréquente l'Université de Californie à Davis, où il se spécialise en sciences politiques. Il obtient son diplôme en 2007 .

### Carrière
Pendant ses études universitaires, il s'intéresse à la comédie après avoir vu pour la première fois un spectacle solo, Never Scared de Chris Rock. Il commence à voyager à San Francisco pour monter sur scène . En 2008, il remporte le concours « Best Comic Standing » de Wild 94.9, ce qui lui vaut de faire la première partie pour Katt Williams, Pablo Francisco et Gabriel Iglesias. Il travaille également à temps partiel pour le site web Ning, une expérience qu'il met à profit pour écrire de la comédie . Kevin Shea, W. Kamau Bell et Arj Barker sont ses sources d'inspiration.
En 2009, Minhaj déménage à Los Angeles pour participer au Spectacle pour la Diversité de la chaîne NBC dont il est finaliste ,. En 2011, il obtient un rôle récurrent dans la sitcom télévisée Georgia dans tous ses états et joue divers rôles dans l'émission de caméras cachées de MTV, Rencard d'enfer. En postant sur YouTube, il est choisi pour jouer dans Failosophy sur MTV . En 2013, Minhaj apparait comme invité sur Les Nouveaux Pauvres et Getting On . Il anime Stand Up Planet en 2013 et une série web, La Vérité avec Hasan Minhaj, en 2014 . En 2014, il est la voix de Rabi Ray Rana dans le jeu vidéo Far Cry 4.

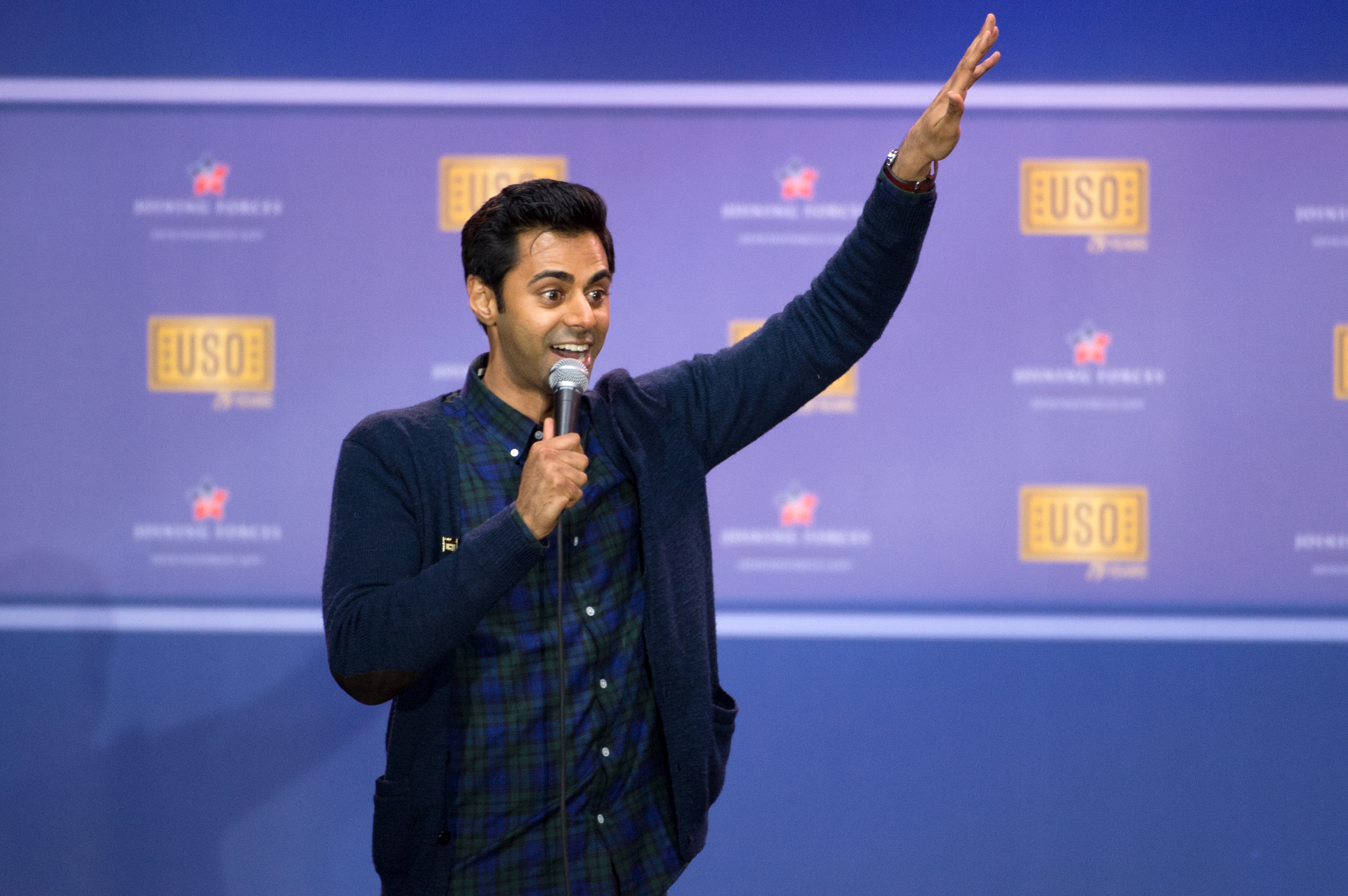
Minhaj se produisant en 2016.

Le 19 novembre 2014, Minhaj rejoint The Daily Show en tant qu'envoyé spécial, il est le dernier embauché par l'animateur de l'époque, Jon Stewart. Il avait envoyé une cassette sur laquelle il interprétait une nouvelle idée pour un segment de l'émission. À la suite de cela, on lui demande de se présenter pour une audition avec des propositions ce qui le fait paniquer car il n'avait pas préparé d'autres idées. Le vendredi avant l'audition de Minhaj, Ben Affleck et Bill Maher ont un échange houleux sur l'islam dans Real Time with Bill Maher, qui inspire Minhaj pour un nouveau sketch, Batman vs. Bill Maher,.
Le 18 juin 2016, Minhaj joue un spectacle en tant qu'hôte au Dîner Annuel des Correspondants de Radio et Télévision. Le spectacle fait parler de lui car il y condamne l'inaction du Congrès des États-Unis en matière de contrôle des armes à feu .
Le 29 avril 2017, Minhaj est le conférencier invité lors du Dîner des correspondants de la Maison-Blanche, où il assume son rôle habituel de critique de Washington, de la société, de la politique nationale, des événements actuels, du président, de la presse de Washington et des médias américains en général. Il critique le président américain Donald Trump qui boycottait le dîner, l'appelle le « menteur en chef » et demande à la presse de faire son travail.
Le spectacle de Minhaj, Homecoming King, sort au théâtre Off-Broadway à New-York en octobre 2015 ,. Le spectacle a comme thème principal l'expérience des immigrés aux États-Unis aujourd'hui, illustrée par des histoires de la vie quotidienne de Minhaj en tant que musulman indo-américain de deuxième génération. Plus tard, il a détourné le spectacle pour en faire son premier one-man show, Hasan Minhaj: Homecoming King, diffusé sur Netflix le 23 mai 2017. Le one-man show a été filmé au Centre Mondavi à l'université où a étudié Minhaj, UC Davis, en janvier 2017 , et a remporté un prix Peabody .
En mars 2018, Netflix annonce que Minhaj animera sa propre émission hebdomadaire sur la plateforme Netflix. La nouvelle émission est intitulée Hasan Minhaj : Un Patriote américain. Le premier épisode a été diffusé le 28 octobre 2018. 32 épisodes étaient initialement prévus. Un Patriote américain explore le paysage culturel, politique et économique moderne . En avril 2019, Minhaj est classé parmi les 100 personnes les plus influentes de Time dans le monde, et remporte son deuxième prix Peabody pour Un Patriote américain . En août 2020, Minhaj annonce que la série ne sera pas renouvelée après 39 épisodes .
Le 27 novembre 2018, Comedy Central diffuse une émission intitulée Goatface, avec les comédiens Hasan Minhaj, Fahim Anwar, Asif Ali et Aristote Athiras.
En septembre 2019, Minhaj témoigne lors d'une audience du Comité des Services Financiers de la Chambre des États-Unis sur la dette des prêts étudiants .

### Vie privée
En janvier 2015, Minhaj épouse Beena Patel, qu'il a rencontrée à l'université. Beena est diplômée d'un doctorat en santé publique depuis 2013. Elle a depuis travaillé avec des patients sans-abri et occupe le poste de conseillère en gestion pour MedAmerica. Patel est hindouiste. Minhaj aborde le sujet dans son spectacle, Homecoming King,. 
En 2019, Minhaj joue sur la liste « Away » lors du NBA All-Star Celebrity Game au Bojangles' Coliseum à Charlotte, en Caroline du Nord .

## Filmographie

### Court-métrage
- 2010 : True Stories from My Crappy Childhood : Lui-même
- 2011 : Moving Takahashi : Grant
- 2012 : Indian Spider-Man : Hasan Peter Patel
- 2013 : Good Son : Le fils du docteur

### Cinéma
- 2017 : Pire Soirée : Joe
- 2018 : Most Likely to Murder : Amir
- 2018 : L'Espion qui m'a larguée : Topher Duffer
- 2019 : Dads : lui-même
- 2023 : Le Challenge (No Hard Feelings) de Gene Stupnitsky

### Télévision
- 2010 : The Wanda Sykes Show : Employé WMZ
- 2010 : The legend of Neil : Lynel 2 / Lynel
- 2011 : Rencard d'enfer : Lui-même
- 2011 : Georgia dans tous ses états : Seth
- 2013 : Arrested Development : Étudiant en médecine indien
- 2013 : Getting on : Raul
- 2013 : Failosophy : Lui-même (hôte)
- 2014-2018 : The Daily Show : Lui-même (envoyé spécial)
- 2016 : Dîner des correspondants Radio et Télévision[36] : Lui-même (hôte)
- 2017 : Association des correspondants de la Maison-Blanche : Lui-même (hôte)
- 2017 : Hasan Minhaj : Homecoming King : Lui-même
- 2018 : Champions : Ro
- 2018 : The Final Table : Juge invité
- 2018 : Comedians in Cars Getting Coffee : Lui-même (invité)
- 2018-2020 : Hasan Minhaj: Un Patriote américain : Lui-même (hôte)

### Jeux vidéo
- 2014 : Far Cry 4 : Rabi Ray Rana (voix)

## Récompenses et nominations
| Année | Titre             | Catégorie                               | Nomination                                  | Résultat   | Ref.   |
| ----- | ----------------- | --------------------------------------- | ------------------------------------------- | ---------- | ------ |
| 2016  | Chhaya CDC Award  | Architects Of Change Honoree            |                                             | Lauréat    | [ 37 ] |
| 2017  | Teen Choice Award | Choice Comedian                         |                                             | Nomination | [ 38 ] |
| 2018  | Shorty Award      | Best in Comedy                          | The Daily Show                              | Nomination | [ 39 ] |
| 2018  | Peabody Awards    | Entertainment honoree                   | Hasan Minhaj: Homecoming King               | Lauréat    | [ 40 ] |
| 2019  | Peabody Awards    | Honneur du divertissement               | Hasan Minhaj: Un Patriote américain         | Lauréat    | [ 30 ] |
| 2019  | Time              | 100 personnes les plus influentes       |                                             | Lauréat    | [ 29 ] |
| 2019  | Webby Award       | Video Entertainment                     | "Deep Cuts" (Patriot Act avec Hasan Minhaj) | Lauréat    | ,      |
| 2019  | Webby Award       | Special Achievement                     | Hasan Minhaj : Un Patriote américain        | Lauréat    |        |
| 2019  | Webby Award       | Social campaign for television and film | Hasan Minhaj : Un Patriote américain        | Nomination | [ 43 ] |